# Gunnera masafuerae
Gunnera masafuerae là một loài thực vật có hoa trong họ Dương nhị tiên. Loài này được Skottsb. mô tả khoa học đầu tiên năm 1914.